# Astringence

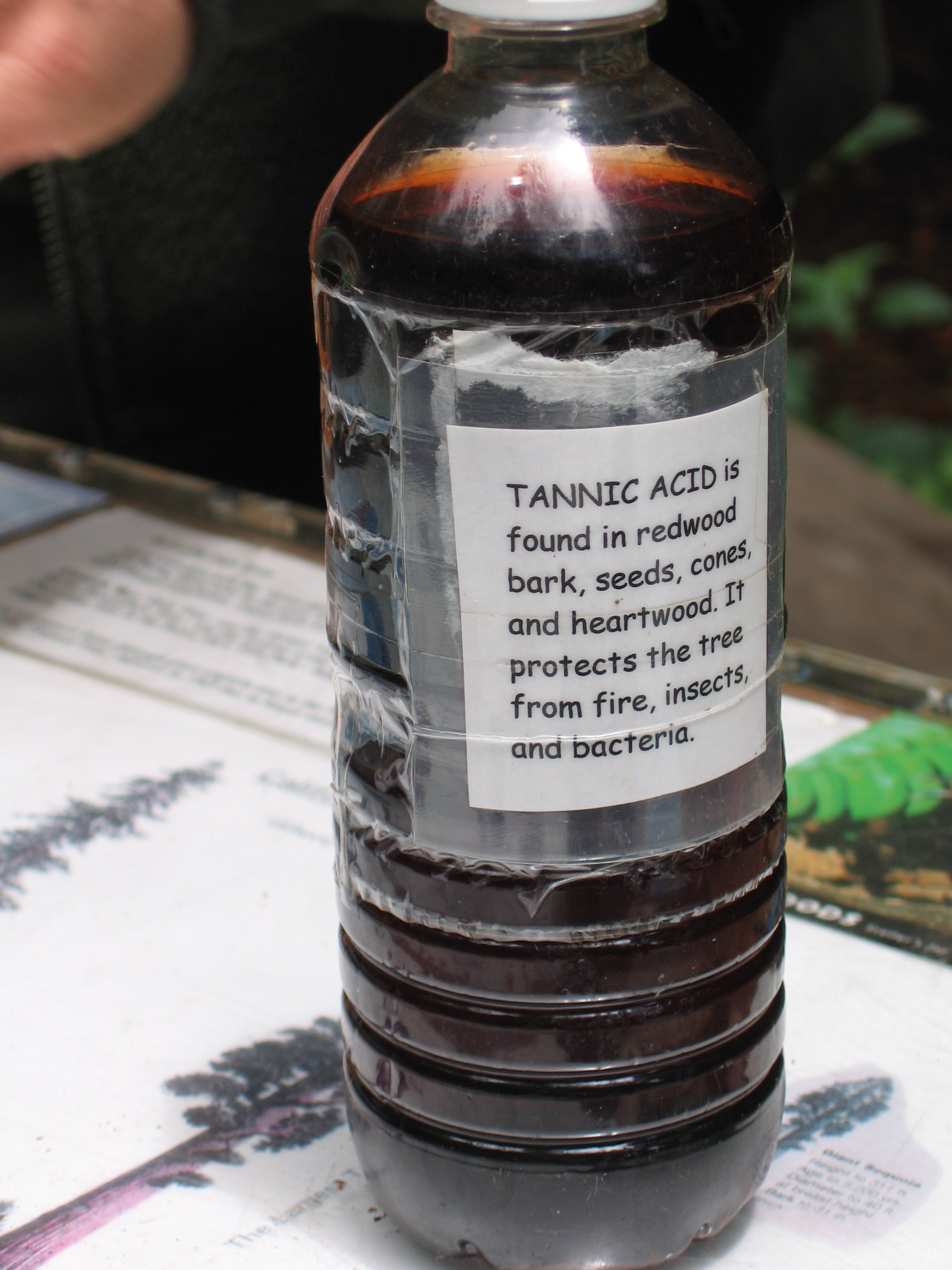
Bouteille d'acide tannique, produit astringent.

 (mars 2012).
Si vous disposez d'ouvrages ou d'articles de référence ou si vous connaissez des sites web de qualité traitant du thème abordé ici, merci de compléter l'article en donnant les références utiles à sa vérifiabilité et en les liant à la section « Notes et références ».
L'astringence est une propriété de certaines substances à produire une sensation de contraction sur les muqueuses buccales.

## Amertume et astringence
L’astringence n’est pas une saveur mais une sensation bio-mécanique. Lorsqu'un produit astringent est consommé, l’effet desséchant occupe toute la bouche, aussi bien la langue que l’intérieur des joues. 
L’astringence ne doit pas être confondue avec l’amertume (saveur caractéristique de produits tels que la quinine, l’aloé, etc.) qui est « détectée » par les papilles gustatives de la langue. Mais certaines substances (végétales ou chimiques)  peuvent être à la fois amères et astringentes.
En médecine traditionnelle chinoise, l'astringence correspond à une saveur acide extrêmement forte.

## Sensation, mécanisme et histoire évolutive

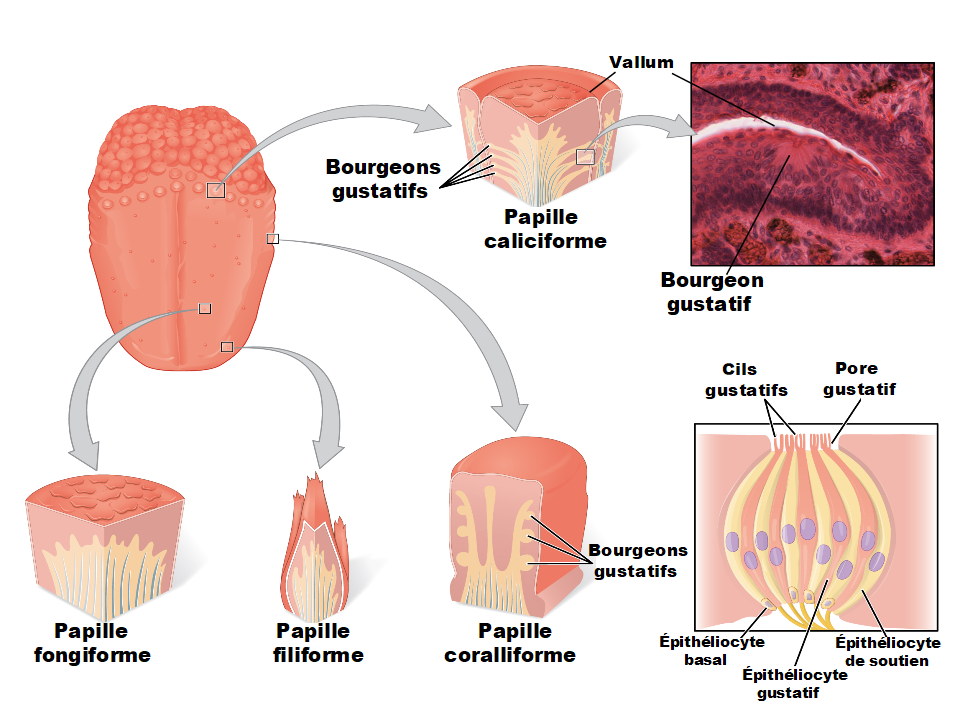
Bourgeons et récepteurs gustatifs.

L'astringence provient de la propriété qu'ont les protéines de se complexer sous l'effet des tanins : c'est le tannage des protéines et glycoprotéines riches en proline (notamment la mucine), qui lubrifient la salive.
Le mécanisme exact de la sensation d'astringence reste discuté. Deux explications principales sont classiquement proposées, qui toutes deux font jouer un rôle important aux mécanorécepteurs de la muqueuse buccale. Selon la première, la précipitation des agrégats protéine-tanin dans la salive en réduit l'effet lubrificateur et augmente le frottement dans la bouche. La seconde explication implique une interaction directe des tanins et des protéines de la salive qui adhèrent aux cellules de la muqueuse,. Selon la nature et la concentration des tanins qui neutralisent ces protéines salivaires et diminuent la lubrification de la pellicule protéique, la sensation est variable : tanins aromatiques du chocolat noir, du café ou du thé qui donnent une caresse veloutée ; ceux d'un thé un peu infusé ou d'un vin un peu jeune donnent une sensation de rugosité, qui correspond à la surface râpeuse des muqueuses démasquée par la baisse de la lubrification (sensation renforcée par le fait que cette surface est plus exposée aux forces de friction) ; ceux d'un aliment très amer comme le kaki annihilent complètement les propriétés lubrifiantes et provoquent une sensation d'assèchement alors que la bouche reste paradoxalement pleine de salive. En effet, les tanins ont la propriété complémentaire d'induire la baisse de la quantité de calcium présente dans les glandes salivaires, ce qui donne le signal à ces glandes de ne plus sécréter. Le réflexe de salivation à l'origine du ressenti de sécheresse reste présent (équivalent à la fausse hyposialie dans une situation de stress et d'émotion, ou de maladie), mais la salivation est stoppée,.
Une troisième hypothèse, proposée en 2021, implique la protéine MUC1, qui joue un rôle dans la lubrification de la surface des cellules épithéliales et dans l'ancrage des protéines salivaires constituant la pellicule des muqueuses. Dans cette hypothèse, l'agrégation de MUC1 par des composés astringents conduit à la rupture de l'interaction non covalente reliant ses deux sous-unités, induisant deux mécanismes différents et séquentiels qui pourraient tous deux être impliqués dans la perception de l'astringence. Dans le premier mécanisme, la dissociation de MUC1 induit la libération de la sous-unité α qui assure les propriétés lubrifiantes de la protéine. Dans le même temps, la dissociation de MUC1 pourrait soulever la pellicule muqueuse et augmenter les forces de frottement à la surface de la muqueuse buccale.
Quand les molécules des tanins sont suffisamment petites pour être captées par les récepteurs d'amertume sur la langue, cette sensation d'astringence est accompagnée du goût de l'amertume et d'arômes (les petits tanins dans les condiments sont plus volatils). Chez les primates, l'évolution de la détection de l'amertume (en) en bouche s'est renforcée chez les hominidés, permettant une meilleure détection des aliments amers (feuilles, fruits ou graines) riches en molécules de défense des plantes contre les herbivores et les omnivores, les avertissant de l'absorption de composés potentiellement toxiques (voir l'aversion innée envers les aliments amers, le haut-le-cœur, ou même le réflexe de vomissement induit par les récepteurs de l'amertume dans l'estomac). À la suite de la domestication du feu et de la consommation accrue de viandes, d'autres adaptations génétiques (gènes des récepteurs gustatifs moins sensibles à détecter l'amertume) et culturelles (apprentissage de l'amer et de l'astringent) se sont développées, modifiant ainsi la sensibilité de la langue à détecter l'astringence et l'amertume,.

## Intérêts

### Œnologie
Dans le domaine de l'œnologie, l'astringence est une propriété de certains tanins présents dans le vin. Cette propriété est recherchée et est caractéristique de certains vins tels que les chianti ou les bordeaux.

### Médical et cosmétique
En médecine, des substances astringentes sont utilisées pour contrôler l'émission de sérum physiologique ou de sécrétions des muqueuses. Des solutions modérément astringentes peuvent être utilisées dans le traitement des blessures superficielles de la peau ou des piqûres d'insectes.
Les personnes souffrant d'acné se voient recommander d'utiliser des produits astringents si elles ont une peau grasse. En effet, les composés astringents, en resserrant les tissus de la peau par effet vasoconstricteur, diminuent la sécrétion de sébum.

## Produits astringents

### Minéraux et préparations minérales
- l'alun
- le nitrate d'argent
- l'oxyde de zinc
- le sulfate de zinc
- la solution de Burow (acétate d'aluminium dissout dans l'eau)
- la teinture de benzoïne

### Végétaux et préparations végétales
- achillée millefeuille
- ail
- artichaut
- avoine
- baies : cassis, groseille, myrtille, canneberge, l'argousier, l'amla
- banane : verte ou banane plantain crue
- basilic : espèce Ocimum tenuiflorum
- bégonia
- brassicaceae : la bourse à pasteur
- café : vert, et la variété robusta
- cannabis
- chenopodiaceae : l'épinard, l'arroche, la blette, contiennent de l'acide oxalique.
- chicorée
- chocolat : en condition de sous-maturité et de sur-maturité des fèves, ainsi qu'en absence de leur lavage[11],[12]
- coing : fruit
- courbaril
- eucalyptus
- goyave : fruit
- grenade : fruit
- guarana : fruit
- hamamélis
- jacquier : fruit
- kaki : fruit immature
- myrica
- papaye : fruit
- pimprenelle
- poire à poiré : fruit
- rhubarbe : tige
- rosaseae : la prunelle, la nèfle, la pomme (sauvage), la poire, le coing, la corme, l'aubépine
- rutaceae : comme le poivre du Sichuan, certains agrumes ou le faux-poivrier
- lilas : fleur
- tanins : notamment ceux présents dans le vin ou sous forme d'acide tannique, issus du raisin. Ainsi que les tanins des boissons (vin, bière, whisky, ...), élevées en fût issu des bois comme le chêne, le charme, l'écorce de nombreux arbres, dont par exemple le frêne ou le peuplier.
- thé : contient de l'acide gallique